# Касаја
Касаја (санск. काषाय - kāṣāya, пал. kasāva, кин: 袈裟; пин: jiāshā, јап. 袈裟 - ке-са, кореј. 袈裟 가사 - га-са, виј. Cà-sa - ца-са, тиб. chougu) је одећа будистичких монаха и сестара, а име је добила по смеђој или боји шафрана.
На санскриту и палију, овој одећи је додељен термин „cīvara“, који се односи на одећу без обзира на њену боју.

## Порекло и материјал
Верује се да будистичка касаја води порекло из Индије као комплет одеће Будиних следбеника. Једна варијанта има шару која посећа на азијска поља пиринча. Оригинална касаја прављена је од одбаченог платна. Делови су спајани тако да су чинили три правоугаона дела одеће, који су одевани на посебан начин.
Три главна дела одеће су antarvāsa, uttarāsaṅga и saṃghāti.
Они заједно чине такозвану „троструку одећу“ (tricīvara).

### Antarvāsa
Антарваса (Antarvāsa) је доњи део одеће који покрива нижи део тела. Тај део је доње рубље и треба да стоји испд осталих слојева одеће. Сачињен је је од великог дела, који прекрива цео врат и скоро цео трозо.
У описима Буде, доњи део antarvāsa-е обично виси, чинећи тако облик сличан троуглу.

### Uttarāsaṅga
Утарасанга (Uttarāsaṅga) је део одеће који покрива горњи део тела. Он долази преко доњен рубља (antarvāsa). У описима Буде, uttarāsaṅga се ретко приказује као доминантан део одеће, јер је често прекривен спољним делом (saṃghāti).

### Saṃghāti
Самгати (Saṃghāti) је део спољне одеће за различите пригоде. Долази преко горњег дела(uttarāsaṅga) и доњег рубља (antarvāsa). У описима Буде, saṃghāti је обично највидљивији део одеће, са остала два дела видљива на дну.
По облику је врло сличан грчком химатиону и у грчком је стилу.

### Додаци
Још неки делови "троструке одеће" који могу бити ношени, у неким случајевима су: 
- одећа за око појаса, kushalaka
- закопчан појас, samakaksika

## Касаја у индијском Будизму
У Индији, различите врсте касаје су видљиве код различитих монаха. Врсте касаја представљају различите школе којима ти монаси припадају, а боје разнолике, од црвене у жуте па до плаве и црне.
Између 148. и 170. године нове ере, партијски монах Мон Шигао је дошао у Кину и превео рад, који описује боје монашке одеће код пет главних индијских будистичких секти, назван Da Biqiu Sanqian Weiyi (кин: 大比丘三千威儀)
Још један текст, преведен нешто касније, Śāriputraparipṛcchā, садржи веома сличан одломак са овим податком, али су боје секти Sarvāstivāda и Dharmaguptaka обрнуте.
| Nikāya        | Da Biqiu Sanqian Weiyi | Śāriputraparipṛcchā |
| ------------- | ---------------------- | ------------------- |
| Sarvāstivāda  | Тамноцрвена            | Црна                |
| Dharmaguptaka | Црна                   | Тамноцрвена         |
| Mahāsāṃghika  | Жута                   | Жута                |
| Mahīśāsaka    | Плава                  | Плава               |
| Kaśyapīya     | Магнолија              | Магнолија           |

По традицији тибетанског будизма, који прати Mūlasarvāstivāda Vinaya, црвена одећа се сматра карактеристиком Mūlasarvāstivādin-аца.
Према Дуђом Ринпошеу(Dudjom Rinpoche), из традиције тибетанског будизма, одећа заређених Mahāsāṃghika монаха је бивала сашивена од више од седам, али не више од 23 дела.
Симболи који су шивени на одећу су бесконачни чвор (санскрит: śrīvatsa) и шкољке (санскрит: śaṅkha), два од седам повољних знакова будизма.

## Касаја у кинеском будизму
У кинеском будизму, касаја је названа џиаша (Кинески: 袈裟, jiāshā). Током раног периода кинеског будизма, најучесталија боја џиаше(касаје) је била црвена. Касније се боја почела разликовати код различитих монаха, као и у Индији. Боја је, такође, одговарала географском подручју, више него различитим школама будизма. Током старења и сазревања кинеског будизма, само је лоза Дармагуптака била у употреби, тако да боја одеће није играла никакву улогу у вези подручја и секти, за разлику од индијског будизма.

## Касаја у јапанском будизму
У јапанском будизму, касаја има назив кеса (транслит.). У јапану, током Едо и Меиџи периода, кеса су чак понекад сачињаване од одеће из позоришта Нох.